# Spółgłoska zwarta ejektywna podniebienna
Spółgłoska zwarta ejektywna podniebienna – rodzaj dźwięku spółgłoskowego występujący w językach naturalnych. W międzynarodowej transkrypcji fonetycznej IPA oznaczanej symbolem: [cʼ]

## Artykulacja

### Opis
W czasie artykulacji podstawowego wariantu [cʼ]:
- modulowany jest prąd powietrza powstały wyniku ruchu krtani do góry przy zwartych wiązadłach głosowych, czyli artykulacja tej spółgłoski wymaga inicjacji krtaniowej i egresji,
- tylna część podniebienia miękkiego zamyka dostęp do jamy nosowej, prąd powietrza uchodzi przez jamę ustną
- prąd powietrza w jamie ustnej przepływa ponad całym językiem lub przynajmniej powietrze uchodzi wzdłuż środkowej linii języka
- środkowa część grzbietu języka wygina się ku środkowej części podniebienia twardego, tworząc zwarcie. Dochodzi do całkowitego zablokowania przepływu powietrza przez jamę ustną i nosową. Ruch krtani do góry powoduje wzrost ciśnienia i w efekcie do przerwania utworzonej blokady i wybuchu (plozji)
- pozycja języka i ust może zależeć od kontekstu, w jakim występuje głoska.
- wiązadła głosowe są zwarte i nie drgają periodycznie, spółgłoska ta jest bezdźwięczna

### Warianty
Spółgłoska ejektywna podniebienna występuje rzadko, związane jest to z tendencją do zmiany sposobu artykulacji ze zwartego na zwarto-szczelinowy, typowy dla głosek prepalatalnych. Częściej występuje więc zwarto-szczelinowa spółgłoska środkowojęzykowo-zadziąsłowa (przedniopodniebienna): [tʃʼ]

### Przykłady
- w języku keczua: ch'aka ['tʃʼaka] "koń"
- w dialekcie saanicz: ,ÁJET ['ʔetʃʼət] "wytrzyj to"